# Lakhenpur
Lakhenpur là một thị xã và là nơi đặt ủy ban khu vực quy hoạch (notified area committee) của quận Kathua thuộc bang Jammu và Kashmir, Ấn Độ.

## Nhân khẩu
Theo điều tra dân số năm 2001 của Ấn Độ, Lakhenpur có dân số 1521 người. Phái nam chiếm 53% tổng số dân và phái nữ chiếm 47%. Lakhenpur có tỷ lệ 77% biết đọc biết viết, cao hơn tỷ lệ trung bình toàn quốc là 59,5%: tỷ lệ cho phái nam là 81%, và tỷ lệ cho phái nữ là 73%. Tại Lakhenpur, 12% dân số nhỏ hơn 6 tuổi.